# サッカーTV・イレブン
サッカーTV・イレブンとはディレクTVで1998年から2000年に提供したサッカーの専門チャンネルである。

## 概要
- ディレクTV開局当初は「JリーグTV・イレブン」と称したが、その後改名された。当時日本プロサッカーリーグ（Jリーグ）のCS放送におけるテレビ中継の放映権はジュピター・プログラミングが保有しており、スカイパーフェクTV!・ディレクTV・ケーブルテレビを通して配給していたJ SPORTS（旧）を中心に放送していたが、そこからサブライセンスを受ける形で、ディレクTVがJリーグ全試合（リーグ戦、リーグカップ、天皇杯を含む）の放映権を取得してサッカー専門テレビ局を標榜していた。
- しかし、ディレクTV自体が2000年9月でサービスを終了したため、これも放送廃止となった。
- なお、チャンネル名に「イレブン」と付いているが、現存するBS11とは関係ない。